# Rögeszme (televíziós sorozat)
A Rögeszme (eredeti cím: Obsession) 2023-as francia–brit erotikus thriller sorozat, amelyet Glenn Leyburn és Lisa Barros D’Sa rendezett, Josephine Hart Kárhozat (Damage) című regénye alapján. A főbb szerepekben Richard Armitage, Charlie Murphy, Indira Varma és Sonera Angel látható.
Az Egyesült Királyságban és Magyarországon 2023. április 13-án mutatta be a Netflix.

## Ismertető
William sebész, aki viszonyt kezd fia, Jay menyasszonyával, Annával. William hamarosan Anna megszállottjává válik, ami veszélyezteti a karrierjét és az életét.

## Szereplők
| Szerep           | Színész              | Magyar hang     |
| ---------------- | -------------------- | --------------- |
| Anna Barton      | Charlie Murphy       | Földes Eszter   |
| William Farrow   | Richard Armitage     | Fekete Ernő     |
| Ingrid Farrow    | Indira Varma         | Németh Kriszta  |
| Jay Farrow       | Rish Shah            | Kenéz Ágoston   |
| Peggy Graham     | Pippa Bennett-Warner | Kis-Kovács Luca |
| Sally Farrow     | Sonera Angel         | Staub Viktória  |
| Edward           | Anil Goutam          | Csuha Lajos     |
| Elizabeth Barton | Marion Bailey        | Halász Aranka   |

### Magyar változat
- Magyar szöveg: Petőcz István
- Hangmérnök: Gajda Mátyás
- Vágó: Kránitz Bence
- Gyártásvezető: Kablay Luca
- Szinkronrendező: Stern Dániel
- Produkciós vezető: Haramia Judit

A szinkront a Iyuno Hungary készítette.

## Epizódok
| Sor. | Év. | Cím                   | Premier           |
| ---- | --- | --------------------- | ----------------- |
| 1.   | 1.  | 1. epizód (Episode 1) | 2023. április 13. |
| 2.   | 2.  | 2. epizód (Episode 2) | 2023. április 13. |
| 3.   | 3.  | 3. epizód (Episode 3) | 2023. április 13. |
| 4.   | 4.  | 4. epizód (Episode 4) | 2023. április 13. |

## A sorozat készítése
A sorozatot a Gaumont és a Moonage Productions gyártotta. Gina Carter a producer, Matthew Read és Frith Triplady a Moonage, Alison Jackson pedig a Gaumont producere. A gyártás 2022 tavaszán kezdődött, amikor a produkciónak még a Damage munkacímet adták.
A sorozatot Morgan Lloyd Malcolm és Benji Walters közösen írta, és Josephine Hart Damage (magyar címe Kárhozat) című regénye alapján készült. A regényből készült 1992-ben a Végzet (Damage) című film Louis Malle rendezésében, Juliette Binoche, Miranda Richardson és Jeremy Irons főszereplésével. A sorozat rendezői Glenn Leyburn és Lisa Barros D’Sa voltak. A sorozat forgatási helyszínei között szerepelt a Twickenham Filmstúdió.

## Kapcsolódó szócikk
- Végzet (film, 1992)